# NLRP2B
NLRP2B (англ. NLR family pyrin domain containing 2B) – білок, який кодується однойменним геном, розташованим у людей на короткому плечі X-хромосоми. Довжина поліпептидного ланцюга білка становить 45 амінокислот, а молекулярна маса — 4 993.
| 10         |  | 20         |  | 30         |  | 40         |  | 50    |
| ---------- |  | ---------- |  | ---------- |  | ---------- |  | ----- |
| MVSSAQLDFN |  | LQALLGQLSQ |  | DDLCKFKSLI |  | RTVSLGNELQ |  | KIPQT |

A: Аланін

C: Цистеїн

D: Аспарагінова кислота

E: Глутамінова кислота

F: Фенілаланін

G: Гліцин

I: Ізолейцин

K: Лізин

L: Лейцин

M: Метіонін

N: Аспарагін

P: Пролін

Q: Глутамін

R: Аргінін

S: Серин

T: Треонін

Кодований геном білок за функцією належить до інгібіторів передачі внутрішньоклітинних сигналів. 
Задіяний у таких біологічних процесах, як імунітет, вроджений імунітет. 
Локалізований у цитоплазмі, ядрі.